# Тимор, Давид
Давид Тимор Копови (исп. David Timor Copoví; 17 октября 1989, Каркахенте) — испанский футболист, полузащитник клуба «Уэска».

## Биография
Тимор является выпускником молодёжной академии «Валенсии». В 2008 году он присоединился к команде Б и стал играть на уровне третьего испанского дивизиона.
Летом 2010 года он подписал контракт с «Осасуной», но подавляющее большинство матчей первого сезона он провел в резервной команде. 23 апреля 2011 года Тимор дебютировал за основной состав, сыграв последние 10 минут матча Ла лиги против «Барселоны».
Летом 2013 года «Осасуна» отдала в его в аренду в клуб «Жирона», где он провёл 39 матчей и забил 9 мячей. В составе «Осасуной» провёл 47 матчей и забил только один мяч.
Летом 2014 он подписал контракт с испанским «Вальядолидом»